# Rachid Baba Ali Ahmed

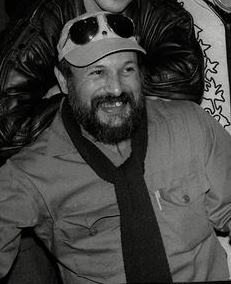
Rachid Baba Ali Ahmed (1984)

Rachid Baba Ali Ahmed oder Raschid Baba Ahmed (arabisch رشيد بابا أحمد, DMG Rašīd Bābā Aḥmad; * 20. August 1946 in Tlemcen; † 15. Februar 1995 in Oran, Algerien) war ein algerischer Musiker und Musikproduzent. Er war gemeinsam mit seinem Bruder Fethi ab den späten 1970er Jahren der bedeutendste Produzent und Arrangeur des algerischen Raï.

## Leben
Die Brüder, die ihre ersten musikalischen Schritte bereits in einer Beat-Band in den 1960er Jahren unternahmen, schufen fast im Alleingang das Pop-Raï-Phänomen der späten 1970er und frühen 1980er Jahre. Sie nahmen als erste den Raï mit Synthesizern in ihrem eigenen 24-Spur-Tonstudio (dem einzigen in Algerien) auf und arbeiteten mit allen bedeutenden Raï-Künstlern zusammen. Eine Produktion von Rachid Baba Ahmed war automatisch ein Hit und viele der großen Hits der Anfangszeit des Pop-Raï stammten aus seiner Feder. Raschid Baba Ahmed „revolutionierte die Raï-Tradition, indem er elektrische Gitarren und Bässe, Keyboards und Drumcomputer einsetzte“, schrieb der britische Musikjournalist Chris Nickson.
Rachid Baba Ahmed wurde am 15. Februar 1995 in seinem Auto mit Schüssen aus einer Maschinenpistole in Oran ermordet und so, ebenso wie zuvor bereits Cheb Hasni, ein Opfer des Algerischen Bürgerkrieges. Das Attentat wurde offiziell islamistischen Extremisten zugeschrieben. Seine Ermordung im Zusammenhang mit Gewaltangriffen auf Intellektuelle, Künstler, Lehrer und politische Aktivisten veranlasste laut Le Monde das demokratische  „Mouvement pour la République“ (MPR) dazu, die Algerier zur Selbstverteidigung gegen den „programmierten Völkermord“ in Algerien aufzurufen.